# Thomas Battersby
Thomas Sydney Battersby (18 de noviembre de 1887 - 3 de septiembre de 1974) fue un nadador de estilo libre británico que compitió en los Juegos Olímpicos de 1908 y  los Juegos Olímpicos de 1912. Nació en Platt Bridge.
En los Juegos Olímpicos de 1908 se llegó a las semifinales en el 400 metros estilo libre y ganó la medalla de plata en los 1500 metros libres.
Cuatro años más tarde llegó a las semifinales en los 400 metros libres y 1500 metros libres. Él era también un miembro de los relevos por equipos en la categoría 4 x 200 metros, que ganó una medalla de bronce.